# Jesús Seba
Jesús Seba Hernández (Saragozza, 11 aprile 1974) è un ex calciatore spagnolo, di ruolo attaccante.

## Palmarès

### Club

#### Competizioni nazionali
- Coppa di Spagna: 1

Real Saragozza: 1993-1994